# جونغ إتش كيم
جونغ إتش كيم (هانغل: 김종훈) هو مهندس كوري جنوبي، ولد في 1961 في سول في كوريا الجنوبية.

## وصلات خارجية
- جونغ إتش كيم على موقع إن إن دي بي (الإنجليزية)